# Peau de pêche et cravate de soie
Peau de pêche et cravate de soie est le second album de bande dessinée de la série Tigresse Blanche.

## Synopsis
Alix Yin Fu doit récupérer « Fat Girl », la troisième bombe atomique qui devait être larguée sur Tokyo et qui échoua dans la jungle de Bornéo. Pour ce faire, elle fait alliance avec l'agent secret du MI5, Francis Flake, face aux espions de l'armée américaine qui eux aussi tentent de récupérer leur bombe.

## Personnages
- Alix Yin Fu : jeune Tigresse Blanche assigné à l'agence secrète communiste.
- Cannon : le chef de l'équipe du CIC (Counter Intelligence Corps) qui est à la recherche de la bombe atomique pour la rapatrier aux États-Unis. (première apparition)
- Kilroy : un des agents du CIC (première apparition)
- Francis Flake : agent secret britannique assigné à Hong-Kong.
- Lady Flake : mère de Francis Flake et épouse d'un riche lord.
- Aznir : serviteur sikh de la mère de Francis Flake.
- T.W. Kwok : représentant du gouvernement communiste chinois à Hong-Kong.
- Zizhu : chef des Tigresses Blanches et mère adoptive d'Alix.
- Tao Tzu : tatoueur attitré des Tigresses Blanches.

## Autour de l'album
- Deuxième et dernière partie de cette mission qui fait toujours référence aux évènements qui se sont déroulés dans Shukumeï, épisode des Innommables.

## Éditions
- Peau de pêche et cravate de soie, Dargaud, 2005 : Première édition.